# Manuel Unceta y Murúa
Manuel Unceta y Murúa fue un político español del siglo XIX.

## Biografía
Nació en la localidad guipuzcoana de Azcoitia el 6 de junio de 1837, hijo de un diputado. Hizo sus primeros estudios en el Seminario de Vergara y más tarde estudió leyes en la Universidad de Valladolid. En tiempos de la revolución de 1868 era diputado foral en la provincia de Guipúzcoa. Fue elegido diputado en las Cortes Constituyentes de 1869. De ideas absolutistas, habría sido partidario de la candidatura de Carlos de Borbón al trono de España, así como de la unidad católica.